# Noël Ott
Noël Ott (Sattel, 15 de janeiro de 1996) é futebolista de areia suíço, eleito melhor jogador da Copa do Mundo de 2021, e sendo terceiro lugar. Atualmente joga pelo Falfala Kfar Qassem, clube de Israel
Sua primeira Copa do Mundo, na edição de 2015, foi o artilheiro com oito gols junto a Madjer e Alvares, conquistando a Bola de Bronze. 
Após esse grande destaque, atuou em diversos clubes fora do Suíça como FC Barcelona, Catania, CSKA Moscou, Sporting, Levante entre outros.
Na edição do Mundial de 2017, entrou na seleção do campeonato e no de 2021 foi eleito o melhor jogador do torneio.

## Vida pessoal
Ott formou-se bacharel em economia em 2013, e até 2017 trabalhava num escritório em Zurique, quando precisou a ter dedicação exclusiva a carreira de jogador de futebol de areia.